# Blickpunkt Sport Bayern
Blickpunkt Sport Bayern (bis Dezember 2013 Sport in Bayern, danach bis April 2016 Blickpunkt Sport regional) war eine regelmäßige Sportsendung des Bayerischen Rundfunks, die jeden Sonntagabend im BR Fernsehen ausgestrahlt wurde. Bis August 2013 wurde Sport in Bayern als eigenständige Sendung direkt im Anschluss an die Magazinsendung Blickpunkt Sport gesendet. Am 11. August 2013 wurde Sport in Bayern jedoch in die Sendung Blickpunkt Sport am Sonntag integriert. Im Januar 2014 wurde die Sendung in Blickpunkt Sport Regional umbenannt, blieb aber weiterhin regional gesplittet in Nord- und Südbayern, und war von 22:50 Uhr bis 23:00 Uhr im Bayerischen Fernsehen zu sehen. Ab 7. Februar 2016 erfolgte kein Regionalsplitting mehr, die Moderation erfolgte aber weiterhin im Wechsel zwischen dem Studio in München und dem Studio Franken in Nürnberg. Im Zuge der Programmreform des BR Fernsehens im April 2016 wurde die Hauptsendung Blickpunkt Sport auf Montag verschoben. Die 15-minütige regionale Sendung wurde seitdem sonntags um 22:20 Uhr immer aus dem Studio Franken ausgestrahlt und wurde außerdem in Blickpunkt Sport Bayern umbenannt.
In Blickpunkt Sport Bayern wurden u. a. Spiele aus niedrigeren Fußballligen oder Damenfußball, Basketball, Handball, Eishockey in der DEL, viel Wintersport und meist auch viele Randsportarten, die sonst nicht im Fernsehen zu sehen sind, gezeigt und aktuelle Sportergebnisse vom Sonntag zusammengefasst. 
Die Sendung Blickpunkt Sport Regional war bis Januar 2016 eine sogenannte Splitting-Sendung im Bayerischen Fernsehen, da sie auf zwei Regionen mit unterschiedlichem Sendeprogramm aufgeteilt wurde: für den Norden Bayerns aus dem Studio Franken in Nürnberg (Empfang über Bayerischen Fernsehen Nord) und für den Süden Bayerns aus dem Studio in München (Empfang über Bayerischen Fernsehen Süd). Somit wurde in den zwei verschiedenen Versionen über regionale Sportveranstaltungen verstärkt berichtet, wodurch verschiedene Schwerpunkte für Nordbayern und Südbayern gesetzt werden konnten. 
Moderiert wurde die Sendung Blickpunkt Sport Bayern von Julia Büchler, Andrea Otto, Lambert Dinzinger, Florian Eckl, Charly Hilpert, Tom Meiler, Markus Othmer, Michael Sporer oder Dominik Vischer.
Blickpunkt Sport Bayern stellte einen Ableger der Blickpunkt Sport-Familie im BR Fernsehen dar. Am 9. Juli 2017 wurde die letzte Sendung live von der Challenge Roth gesendet. Regionale Sportinhalte fließen zukünftig in die Hauptsendung Blickpunkt Sport mit Sport aus Bayern sonntags ab 21.45 Uhr ein.